# Talal Al Amer
Talal Ahmad Al Amer (arabe : طلال العامر), né le 22 février 1987 à Koweït City au Koweït, est un footballeur international koweïtien, qui évolue au poste de milieu de terrain.

## Biographie

### Carrière en club
Avec le club d'Al Qadsia, il remporte une Coupe de l'AFC.

### Carrière en sélection
Avec l'équipe du Koweït, il possède 49 sélections, avec deux buts inscrits, depuis 2009. 
Il figure dans le groupe des sélectionnés lors des Coupes d'Asie des nations de 2011 et de 2015.

## Palmarès
Al Qadsia
| - Championnat du Koweït (4) : - Champion : 2008-09, 2009-10, 2010-11 et 2011-12. - Vice-champion : 2007-08 et 2012-13. - Coupe du Koweït (4) : - Vainqueur : 2007, 2010, 2012 et 2013. - Coupe Crown Prince du Koweït (2) : - Vainqueur : 2009 et 2013. - Finaliste : 2008 et 2012. - Coupe de la Fédération du Koweït (4) : - Vainqueur : 2008, 2009, 2011 et 2013. |  | - Supercoupe du Koweït (3) : - Vainqueur : 2009, 2011 et 2013. - Finaliste : 2010 et 2012. - Coupe du golfe des clubs champions : - Finaliste : 2006-07. - Coupe de l'AFC (1) : - Vainqueur : 2014. - Finaliste : 2010 et 2013. |